# 빌라카스텔리

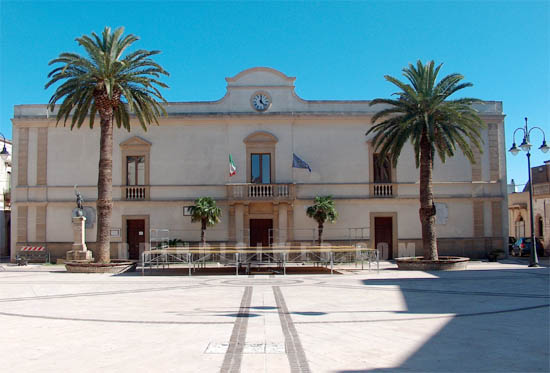

빌라카스텔리(Villa Castelli)는 이탈리아 풀리아주 브린디시도의 도시이다.